# Квадратная пирамида

Квадратная пирамида

Квадратная пирамида — пирамида, имеющая квадратное основание.
Если вершина пирамиды находится на перпендикуляре от центра квадрата, пирамида имеет симметрию C4v.

## Многогранник Джонсона (J1)
Если все боковые грани пирамиды — правильные треугольники, пирамида является одним из тел Джонсона (J1).
Тела Джонсона — это 92 строго выпуклых многогранника, имеющие правильные грани, но не являющиеся однородными (то есть не являются ни платоновыми телами (правильными многогранниками), ни архимедовыми, ни призмами, ни антипризмами).
В 1966 Норман Джонсон опубликовал список, в котором присутствовали все 92 тела, и дал им названия и номера. Он не доказал, что их только 92, но высказал гипотезу, что других нет. Виктор Залгаллер в 1969 году доказал, что список Джонсона полон.
Квадратная пирамида Джонсона может быть описана единственным параметром — длиной ребра a. Высота H (от середины квадрата до вершины пирамиды), площадь поверхности A (включая все пять граней) и объём V такой пирамиды равны:
{\displaystyle H={\frac {1}{\sqrt {2}}}a}
{\displaystyle A=(1+{\sqrt {3}})a^{2}}
{\displaystyle V={\frac {\sqrt {2}}{6}}a^{3}.}

## Другие квадратные пирамиды
Другие квадратные (правильные) пирамиды имеют в качестве сторон равнобедренные треугольники.
Для таких пирамид, имеющих длину основания l и высоту h, площадь поверхности и объём вычисляются по формулам:
{\displaystyle A=l^{2}+l{\sqrt {l^{2}+(2h)^{2}}}}
{\displaystyle V={\frac {1}{3}}l^{2}h.}

## Связанные многогранники и соты
| Треугольная | Квадратная     | Пятиугольная   | Шестиугольная  | Семиугольная   | Восьмиугольная | Девятиугольная... |
| Правильная  | Равносторонние | Равносторонние | Равнобедренные | Равнобедренные | Равнобедренные | Равнобедренные    |
| ----------- | -------------- | -------------- | -------------- | -------------- | -------------- | ----------------- |
|             |                |                |                |                |                |                   |
|             |                |                |                |                |                |                   |

| Правильный октаэдр можно считать квадратной бипирамидой, то есть две квадратные пирамиды, соединённые основаниями. | Тетракисгексаэдр можно получить из куба путём наращения коротких квадратных пирамид в каждой грани. | Квадратная усечённая пирамида. |

Квадратная пирамида заполняет пространство (образует соты) с тетраэдром, усечённым кубом или кубооктаэдром

### Двойственный многогранник
Квадратная пирамида топологически является самодвойственным многогранником. Длины рёбер двойственной пирамиды отличаются из-за полярного преобразования.
| Двойственная квадратная пирамида | Развёртка двойственного многогранника |
| -------------------------------- | ------------------------------------- |
|                                  |                                       |

## Топология
Квадратную пирамиду можно представить графом «Колесо» W5.